# Natural Sciences and Engineering Research Council
A Natural Sciences and Engineering Research Council of Canada (NSERC) é uma agência do governo que fornece pesquisas na área de engenharia e ciências naturais. 
Foi criada em 1 de maio de 1978